# Triage de Saint-Jory
Triage de Saint-Jory rendezőpályaudvar Franciaországban, Lespinasse településen.

## Vasútvonalak
Az állomást az alábbi vasútvonalak érintik:
- Bordeaux–Sète-vasútvonal

## Kapcsolódó állomások
A vasútállomáshoz az alábbi állomások vannak a legközelebb: